# Luci Marci Filip (tribú)
Luci Marci Filip (en llatí: Lucius Marcius L. F. L. N. Philippus) va ser un magistrat romà. Era fill de Lucius Marcius L. F. Q. N. Philippus. Formava part de la gens Màrcia, d'origen plebeu.
Possiblement era àugur l'any 50 aC. Va ser elegit tribú de la plebs el 49 aC i en aquesta condició va vetar uns nomenaments proposats pel senat romà, que volia enviar Faust Corneli Sul·la com a propretor a Mauretània. L'any 44 aC va ser pretor i en aquest mateix any Ciceró el menciona com a "vir patre, avo, majoribus suis dignissimus".